# Super League 2016-2017 (calcio femminile Belgio)
L'edizione 2016-2017 è stata la seconda della Super League, la massima serie del campionato belga femminile di calcio. Il torneo ha preso il via il 26 agosto 2016 e si è concluso il 5 maggio 2017.
Il campionato è stato vinto dallo Standard Liegi, al secondo titolo di Super League, nonché ventunesimo titolo di campione belga, settimo consecutivo, che ha superato l'Anderlecht per la migliore differenza reti. Lien Mermans, calciatrice del Genk, ha vinto lo Sparkle, il premio come migliore calciatrice della stagione.

## Stagione

### Novità
Rispetto alla prima edizione della Super League, il numero di squadre partecipanti scese da 8 a 7 perché il Lierse aveva ritirato la propria partecipazione. Nessuna squadra della Division 1 aveva richiesto od ottenuto la licenza di partecipazione alla Super League, quindi l'OH Lovanio, ultimo classificato nella stagione precedente, ha mantenuto il posto in Super League.

### Formato
La riduzione dell'organico da 8 a 7 squadre determinò un cambio nel formato del torneo. Le 7 squadre partecipanti si affrontavano in un doppio girone all'italiana con partite di andata e ritorno per un totale di 24 giornate. La prima classificata veniva dichiarata campione del Belgio e veniva ammessa alla UEFA Women's Champions League della stagione successiva. Non erano previste retrocessioni in Division 1.

### Avvenimenti
Nella seconda parte della stagione l'Eva's Tienen ha rinunciato alla disputa di tre partite, in trasferta contro l'Anderlecht, il Gent e lo Standard Liegi, pertanto ha perso le tre partite 0-5 a tavolino. Lo Standard Liegi ha perso 0-5 a tavolino due partite giocate contro il Gent e l'OH Lovanio a causa della posizione irregolare della calciatrice Imke Courtois.

## Squadre partecipanti
| Club           | Città             | Stadio                         | Stagione precedente      |
| -------------- | ----------------- | ------------------------------ | ------------------------ |
| Anderlecht     | Anderlecht        | RSCA Football Academy          | 3º posto in Super League |
| Eva's Tienen   | Tienen            | Sint-Barbaracomplex            | 5º posto in Super League |
| Genk           | Genk              | Turkse Rangers                 | 6º posto in Super League |
| Gent           | Gand              | Stadio PGB                     | 4º posto in Super League |
| Heist          | Heist-op-den-Berg | Centro sportivo comunale       | 7º posto in Super League |
| OH Lovanio     | Lovanio           | Stadio Gemeentelijk            | 8º posto in Super League |
| Standard Liegi | Liegi             | Accademia Robert Louis-Dreyfus | 1º posto in Super League |

## Classifica finale
|  | Pos. | Squadra        | Pt | G  | V  | N | P  | GF | GS  | DR   |
|  | ---- | -------------- | -- | -- | -- | - | -- | -- | --- | ---- |
|  | 1.   | Standard Liegi | 55 | 24 | 18 | 1 | 5  | 82 | 29  | +53  |
|  | 2.   | Anderlecht     | 55 | 24 | 17 | 4 | 3  | 62 | 16  | +46  |
|  | 3.   | Gent           | 51 | 24 | 16 | 3 | 5  | 63 | 15  | +48  |
|  | 4.   | Genk           | 37 | 24 | 11 | 4 | 9  | 57 | 26  | +31  |
|  | 5.   | OH Lovanio     | 22 | 24 | 6  | 4 | 14 | 24 | 44  | -20  |
|  | 6.   | Heist          | 19 | 24 | 6  | 1 | 17 | 31 | 71  | -40  |
|  | 7.   | Eva's Tienen   | 3  | 24 | 0  | 3 | 21 | 12 | 130 | -118 |

Legenda:
      Campione del Belgio e ammessa alla UEFA Women's Champions League 2017-2018
Regolamento:
Tre punti a vittoria, uno a pareggio, zero a sconfitta.
Note:
L'Eva's Tienen ha successivamente rinunciato alla partecipazione alla Super League 2017-2018 per iscriversi in Division 1.

## Risultati
|                | And  | And  | Eva  | Eva  | Gnk  | Gnk  | Gnt  | Gnt  | Hei  | Hei  | OHL  | OHL  | Sta  | Sta  |
| -------------- | ---- | ---- | ---- | ---- | ---- | ---- | ---- | ---- | ---- | ---- | ---- | ---- | ---- | ---- |
| Anderlecht     | –––– | –––– | 4-2  | 5-0  | 1-1  | 1-0  | 1-1  | 2-0  | 4-0  | 3-0  | 5-1  | 5-0  | 0-3  | 2-3  |
| Eva's Tienen   | 0-4  | 1-7  | –––– | –––– | 0-2  | 0-12 | 1-4  | 0-6  | 0-1  | 2-3  | 1-1  | 0-3  | 0-7  | 0-17 |
| Genk           | 0-0  | 0-2  | 2-1  | 12-0 | –––– | –––– | 1-1  | 0-0  | 6-0  | 3-0  | 0-2  | 1-0  | 1-3  | 0-4  |
| Gent           | 2-0  | 0-1  | 6-0  | 5-0  | 2-0  | 1-2  | –––– | –––– | 12-1 | 5-1  | 1-0  | 1-0  | 5-0  | 1-2  |
| Heist          | 0-3  | 0-4  | 2-1  | 14-0 | 0-2  | 1-5  | 0-2  | 0-2  | –––– | –––– | 2-1  | 1-1  | 0-4  | 1-2  |
| OH Lovanio     | 0-2  | 0-3  | 2-2  | 1-1  | 1-0  | 0-4  | 0-1  | 0-3  | 3-1  | 0-1  | –––– | –––– | 0-4  | 3-2  |
| Standard Liegi | 2-3  | 0-0  | 5-1  | 5-0  | 3-2  | 4-1  | 2-0  | 1-2  | 4-1  | 2-1  | 0-5  | 3-0  | –––– | –––– |